# Davids Beika
Davids Beika (ros. Давид Самуилович Бейка, ur. 30 sierpnia 1885 w guberni kurlandzkiej, zm. 7 lutego 1946) – radziecki działacz partyjny.

## Życiorys
W 1903 wstąpił do Łotewskiej Socjal-Demokratycznej Partii Robotniczej, 1908-1907 przebywał na emigracji w USA, w sierpniu 1917 został przewodniczącym Ryskiego Centralnego Biura Związków Zawodowych. Od 4 grudnia 1918 do 13 stycznia 1920 był komisarzem przemysłu Łotewskiej Socjalistycznej Republiki Radzieckiej, 1919 członkiem Prezydium Centralnego Komitetu Wykonawczego (CIK) Łotwy, a od 6 marca 1919 do 1923 członkiem KC Komunistycznej Partii Łotwy. Od stycznia 1920 był członkiem Biura Zagranicznego KC KPŁ, od marca 1920 zastępcą przewodniczącego tego biura, 1920-1921 zarządzającym sprawami Komitetu Wykonawczego Kominternu i jednocześnie kierownikiem Wydziału Kontaktów Międzynarodowych Komitetu Wykonawczego Kominternu, a 1922-1923 sekretarzem odpowiedzialnym Komitetu Powiatowego RKP(b) w Wiaźmie. W latach 1923–1924 był sekretarzem odpowiedzialnym Komitetu Powiatowego RKP(b) w Jarcewie, od lutego 1924 do 29 maja 1926 sekretarzem odpowiedzialnym smoleńskiego gubernialnego komitetu RKP(b)/WKP(b), od lipca 1926 do maja 1927 sekretarzem odpowiedzialnym archangielskiego gubernialnego komitetu WKP(b), a 1927-1932 przewodniczącym Centralnej Rady Wszechrosyjskiego Związku Kooperacji Przemysłowych. W latach 1932–1935 był pełnomocnikiem Ludowego Komisariatu Przemysłu Ciężkiego ZSRR przy Radzie Komisarzy Ludowych RFSRR i członkiem Kolegium Ludowego Komisariatu Przemysłu Ciężkiego ZSRR, 1936-1937 komisarzem brygady międzynarodowej w wojnie domowej w Hiszpanii, a 1937-1938 funkcjonariuszem Kominternu w USA.
20 kwietnia 1938 został aresztowany, 22 kwietnia 1939 skazany na 20 lat pozbawienia wolności i 5 lat utraty praw, zmarł w łagrze.